# Manfred Freisler
Manfred Freisler (* 28. Oktober 1957 in Hochheim am Main) ist ein ehemaliger deutscher Handballspieler. Bei der Handball-WM 1978 wurde er Weltmeister mit der deutschen Nationalmannschaft. Dafür erhielt er vom Bundespräsidenten – zusammen mit der Nationalmannschaft – das Silberne Lorbeerblatt.
Freisler begann das Handballspielen bei der TG Hochheim. Nachdem er eine Bundesligasaison bei TuS Eintracht Wiesbaden gespielt hatte, wechselte er zum TV Großwallstadt. Mit dem TVG erreichte er drei Europapokalsiege und fünf deutsche Meisterschaften. Nach einer Spielzeit für die SG Wallau/Massenheim ließ er seine Karriere bei Eintracht Wiesbaden ausklingen. Bis Ende November 1988 war Freisler Trainer der Wiesbadener Mannschaft in der Regionalliga.
Freisler, der heutzutage als Anti-Aggressions-Trainer arbeitet, erzielte 271 Tore (davon acht per Siebenmeter) in 122 Länderspielen. Sein Länderspieldebüt gab er am 5. November 1976 in Stuttgart beim Spiel gegen die Tschechoslowakei.